# Camponotus storeatus
Camponotus storeatus é uma espécie de inseto do gênero Camponotus, pertencente à família Formicidae.